# Ecos de un crimen
Ecos de un crimen es una película de suspenso argentina de 2022 dirigida por Cristian Bernard. Narra la historia de un escritor que se va a una casa en el bosque para inspirarse en una nueva historia, sin embargo, recibe la extraña visita de una mujer que asegura que su esposo la quiere matar, por lo cual, decide ayudarla, pero pronto también se convertirá en un blanco a asesinar. Está protagonizada por Diego Peretti, Julieta Cardinali, Carla Quevedo, Diego Cremonesi y Carola Reyna. La película tuvo su estreno en las salas de cines de Argentina el 27 de enero de 2022 bajo la distribución de Warner Bros. Pictures. Además, HBO Max adquirió los derechos para estrenarla el 18 de marzo del mismo año en su plataforma.

## Sinopsis
Sigue la historia de Julián Lemar (Diego Peretti), un escritor frustrado luego de su último éxito, que decide irse de vacaciones con su familia a una casa en el bosque. En su primera noche se desata una tormenta y se corta la luz, pero pronto se presenta Ana (Carla Quevedo), una mujer que pide ayuda de manera desesperada, advirtiendo que su esposo (Diego Cremonesi) mató a su hijo y ahora quiere matarla a ella. A partir de esto, Julián y su familia tratan de ayudar a la víctima, pero por eso también se convertirán en un objetivo a eliminar, por lo cual, comienzan a vivir una noche infernal llena de amenazas y engaños sin distinguir cuál es la verdad. 

## Reparto
- Diego Peretti como Julián Lemar
- Julieta Cardinali como Valeria Baccarat
- Carla Quevedo como Ana
- Diego Cremonesi como Diego
- Carola Reyna como Mercedes
- Florencia González como Sofía Lemar
- Gerardo Chendo como Marcos

## Recepción

### Comentarios de la crítica
La película recibió críticas mixtas a negativas mayormente por parte de los críticos. Diego Batlle del sitio web Otros Cines cuestionó que «el principal problema de Ecos de un crimen es que parte de un guion pretencioso en su estructura, pero que al mismo tiempo no hace más que reciclar elementos ya trabajados en miles de thrillers psicológicos con elementos terroríficos con Stephen King como principal referente», pero rescató que la película llena de «locaciones imponentes y ciertos planos que son muy virtuosos». Por su parte, Marcelo Stiletano del diario La Nación calificó a la cinta como «buena» valorando que el director «hizo un trabajo digno», ya que «hay prolijidad en la puesta, tensión extrema en algunos pasajes clave y climas bastante logrados; todo en menos de 90 minutos, sin escenas que se estiran o palabras de más». En cambio, Gaspar Zimerman del periódico Clarín puntuó al filme como «regular» expresando que «abunda la sobreactuación», sin embargo, destacó que «la película consigue que nos concentremos en intentar dilucidar qué es lo que está ocurriendo verdaderamente». Por otro lado, Emiliano Basile de Escribiendo Cine le otorgó a la cinta un 6 porque «el argumento recae en clichés del terror psicológico muy evidentes/conscientes que le juegan en contra» aunque «abre el juego al cine de terror nacional a gran escala con actores convocantes».
En una reseña para el diario Página 12, Ezequiel Boetti le dio al filme un 5 diciendo que el problema está en que la narrativa no va más allá de las escenas de Peretti, lo cual hace que «basta con haber visto media película de este estilo para suponer la respuesta». Enzo Rueda de Bolvip valoró el trabajo técnico resaltando que la fotografía «acompaña los momentos del argumento y adentra al espectador ante cada situación, al igual que su banda sonora», pero que la falla está «en el guion de Gabriel Korenfeld, ya que no hay lucidez en cuanto a la narrativa y todo se traduce a si "esto está pasando realmente o no", en reiteradas ocasiones, para llevarnos a un final común y frustrante».

### Taquilla
En sus primeros 13 días de proyección, la película vendió 67.355 entradas convirtiéndose en el estreno nacional más rentable luego de la pandemia por COVID-19 y hacia la mitad de febrero la cinta fue vista por 80.554 espectadores aproximadamente, siendo el filme argentino más convocante de ese año. En su última semana, la película fue vista por más de 95.000 personas aproximadamente durante su proyección en los cines de Argentina.

### Premios y nominaciones
| Lista de premios y nominaciones | Lista de premios y nominaciones | Lista de premios y nominaciones | Lista de premios y nominaciones | Lista de premios y nominaciones | Lista de premios y nominaciones |
| Año                             | Organización                    | Categoría                       | Nominado/a(s)                   | Resultado                       | Ref(s)                          |
| ------------------------------- | ------------------------------- | ------------------------------- | ------------------------------- | ------------------------------- | ------------------------------- |
| 2022                            | Premios Sur                     | Mejor fotografía                | Andrés Mazzon                   | Nominado                        | [ 13 ]                          |
| 2022                            | Premios Sur                     | Mejor montaje                   | Francisco Freixa                | Nominado                        | [ 13 ]                          |
| 2022                            | Premios Sur                     | Mejor música original           | Pablo Borghi                    | Nominado                        | [ 13 ]                          |